# Macintosh Classic
Macintosh Classic是苹果公司从1990年10月到1992年9月期间所设计、制造和销售的一款个人电脑，并有两种型号。Macintosh Classic的设计改编自杰里·马诺克和尾山特里（Terry Oyama）1984年的Macintosh 128K的工业设计，与早期Macintosh SE相同。Macintosh Classic的技术规格与前代麦金塔（Macintosh）非常相似，均配有9英寸（23）单色CRT显示屏，512×342像素分辨率，并都具有4MB的内存（RAM）限制。与先前的Macintosh Plus相比，Macintosh Classic在性能上有所改进，从而取代了苹果公司的低端麦金塔。与Macintosh SE/30及先前的其他紧凑型麦金塔不同，Macintosh Classic没有内部处理器直接插槽，是Macintosh Plus后第一款不可扩展的台式麦金塔。作为代替，它有一个内存扩展/FPU插槽。
1985年后，在经理让-路易·加西主导下，苹果公司专注于利润率更高的高端市场，而忽视了低端电脑市场，产品销量随之下滑。为了扭转局势，苹果公司的工程师要求公司提供低价的产品，Macintosh Classic应运而生。Macintosh Classic的價格低廉，並且有教育软件，因此在教育领域流行。1991年，它与功能更强大的Macintosh Classic II同时出售，次年停产。

## 历史

### 开发
1985年，苹果公司联合创始人史蒂夫·乔布斯离开苹果公司后，产品的开发交给了原苹果公司法国分公司的经理让-路易·加西。他将苹果产品线推向两个方向：一个是在可扩展性和互操作性方面更加“开放”，另一个是提高价格。他长期以来认为，苹果公司不应注重利润微薄的低端电脑市场，而应专注于利润率更高的高端市场。他用一张展示计算机性价比的图表来说明这一概念：图表的左下角是低功率、低成本的机器，右上角是高功率、高成本的机器。“高右”（high-right）目标成为高层管理人员的口头禅，他们所说的“不55就去死”（fifty-five or die），就是指加西55%利润率的目标。
在“高右”政策的影响下，出现了一系列价格不断上涨的机器。最初，Macintosh计划要求一个1,000美元左右的系统，并且杰夫·拉斯金希望制造出方便撰写文本文件的机器；但后来乔布斯在施乐帕罗奥多研究中心之旅中收集到了一些想法，这些想法与他的观念结合后，改变了最初设想的计划，使麦金塔的标价飙升至2,495美元。
苹果公司放弃的所谓“低左”（low-left）低端市场，在不知名品牌电脑的带动下变得繁荣，同时其在高端UNIX工作站上被和等同行所忽视。20世纪80年代，苹果公司的命运迅速逆转。这一点在1989年的圣诞季得到印证，苹果公司的销量多年来首次下降，股票价格在该季度降低了20%。
1990年1月，加西辞职，他在产品开发方面的权力被几个继任者瓜分。长期以来，苹果公司的许多工程师一直要求提供低价的产品，以便在整个价格范围内建立市场份额并增加销量。加西离开后，人们开始急于迅速推出一系列低成本机器。公司确定了三个市场点：一个是目标成本为1,000美元的超低成本机器，另一个是能够显示彩色图形的低成本机器，最后一个是更高档的供小型企业使用的彩色机器。随着时间的推移，它们分别发展为了Macintosh Classic、Macintosh LC、Macintosh IIsi。

### 发行
《MacWEEK》杂志1990年7月10日报道，苹果公司已经向集团的子公司模块化计算机系统股份有限公司（Modular Computer Systems Inc.）支付了一百万美元，以获得使用“Classic”名称的权利，这是五年合同的一部分。合同到期后，苹果公司没有续约。《MacWEEK》杂志推测，Macintosh Classic将使用与其前代产品相同的8MHz摩托罗拉68000微处理器和9英寸（23）显示屏，价格在1,500美元到2,150美元之间。
1990年10月15日，时任苹果公司首席执行官的约翰·斯卡利在一次新闻发布会上介绍了Macintosh Classic，宣布定价最低为1,000美元，并表示：“为了吸引新客户，我们不仅降低了现有产品的价格，而且从头开始重新设计了这些电脑，加入了客户最看重的功能。”苹果的新定价策略引起了投资者的担忧，他们认为这会降低净利率。苹果公司产品营销经理布罗迪·凯斯特（Brodie Keast）称：“我们准备尽一切努力让更多人使用麦金塔……我们的计划是在价格上尽可能激进。”在Macintosh Classic发布后，苹果公司的股价收于每股27.75美元，较1990年10月12日下跌了0.50美元，远低于其前12个月的最高价50.37美元。
Macintosh Classic在欧洲、日本、美国三地同步发行。在日本，Macintosh Classic的零售价高于美国，为¥198,000（1,523美元），与东芝的Dynabook系列笔记本电脑的价格相当。
在花费4,000万美元向首次购买者推销Macintosh Classic之后，这一产品很快供不应求。1990年，苹果扩建新加坡和爱尔兰科克的工厂（Macintosh Classic的组装地），将其生产空间扩大了一倍。苹果公司使用空运代替海运，以加快交货速度。缺货引起了经销商的担忧，他们指责苹果公司的商业计划不周。
Macintosh Classic和Macintosh LC在正式发布前12周就已经交给了学乐软件公司，学乐集团计划在1991年发布16款Macintosh新产品。学乐集团的出版商彼得·凯尔曼（Peter Kelman）预测麦金塔将成为“90年代的学校机器”。Macintosh Classic以每台800美元的价格出售给学校。除此之外，Macintosh Classic上能够使用教育软件，同样推动了其在教育领域的流行。

## 特点
Macintosh Classic的技术规格与前代麦金塔非常相似，均配备9英寸（23）单色CRT显示屏，512×342像素分辨率，并均有4 MB的内存（RAM）限制。其低端型号的售价为999美元，配有1 MB内存，1.44 MB软盘驱动器，没有硬盘，但包括一个键盘。这是首款售价低于1,000美元的麦金塔。另一种型号售价1,500美元，配有2 MB内存和40 MB硬盘。与苹果公司的低端麦金塔Macintosh Plus相比，Macintosh Classic有几个改进：它的速度比Macintosh Plus快25%，与Macintosh SE相当，并标配一块Apple SuperDrive3.5英寸（9）软盘驱动器。SuperDrive可以读写Macintosh、MS-DOS、OS/2和ProDOS操作系统的磁盘。
Macintosh Classic使用System 6.0.7操作系统，支持System 7.5.5之前的所有版本。只读存储器（ROM）中隐藏的分层文件系统（HFS）磁盘卷包括System 6.0.3。Macintosh Classic可以启动到System 6.0.3，方法是在启动过程中按住⌘ Command+⌥ Option+X+O。
一些经销商在Macintosh Classic中附带了一个名为Smartbundle的软件包。该软件包亦单独出售，售价为349美元，其中包括T/Maker公司的WriteNow文字处理器、Ashton Tate公司的Full Impact电子表格程序、RecordHolderPlus数据库和Silicon Beach Software公司的SuperPaint 2.0绘画程序。

## 设计

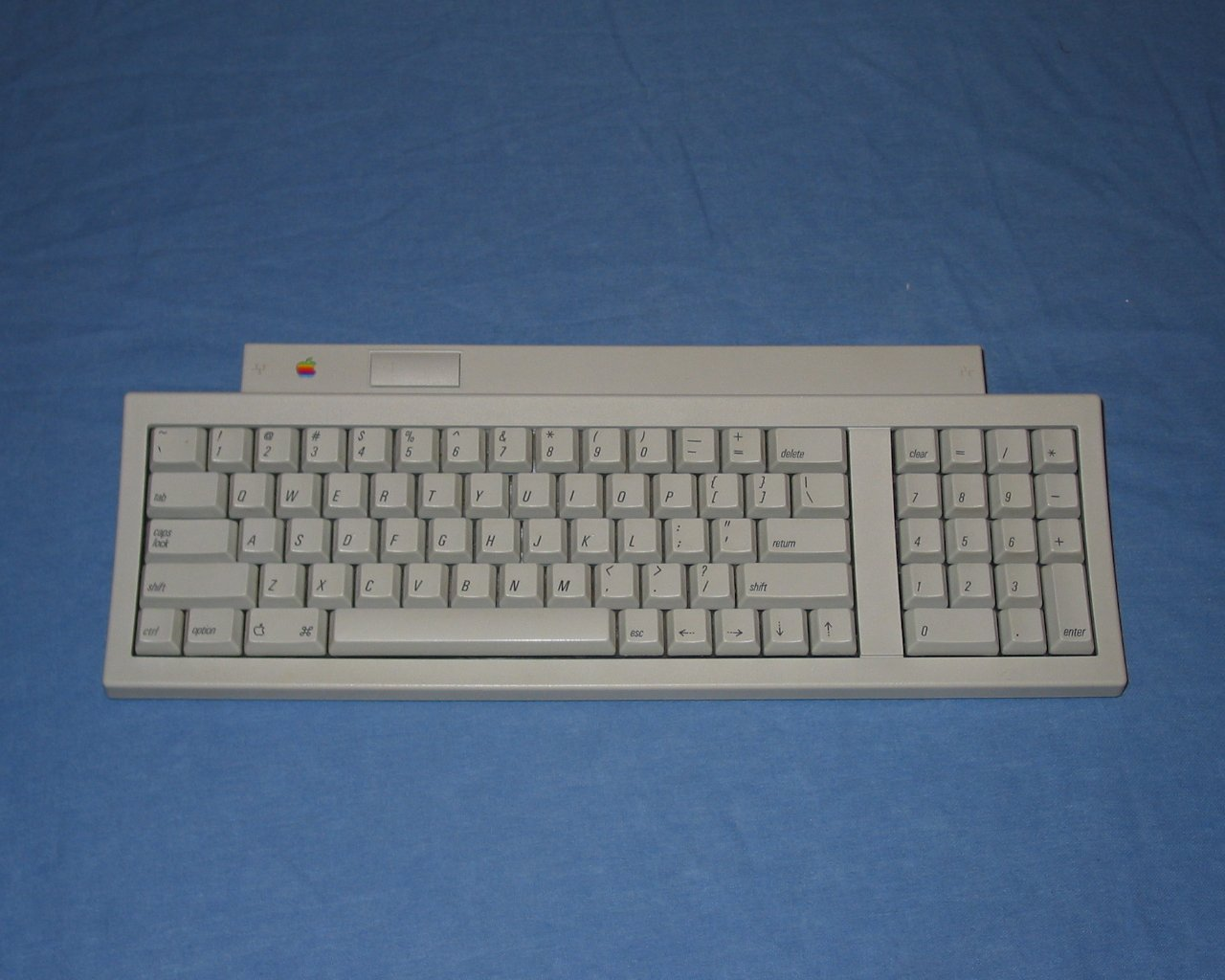
Apple Keyboard II是Macintosh Classic的标准键盘

Macintosh Classic的设计改编自杰里·马诺克和尾山特里（Terry Oyama）1984年的Macintosh 128K的最终工业设计，在保留了Macintosh SE设计中使用的白雪公主设计语言的同时，又带回了一些原始元素。Macintosh Classic唯一继承Macintosh SE的设计是横跨软驱前面板（边框）的条纹；Macintosh Classic上没有使用Macintosh SE独特的前边框线，其底座周围的垂直线被四个水平通风线取代，这更接近于原始设计。此外，前面板的曲线增加到1.3（50英寸），这与Macintosh LC和Macintosh IIsi的径向曲线长度相同。边框上的屏幕亮度旋钮也被移除，改成以软件控制。在20世纪90年代的大部分时间里，这种宽大的弧形前挡板成为苹果产品设计的标志。
逻辑板是计算机的中央电路板，Macintosh Classic的逻辑板基于Macintosh SE的设计。然而，由于采用了表面安装技术，其尺寸减小至0.23米 × 0.13米（9英寸 × 5英寸），为Macintosh Classic逻辑板尺寸的一半。这种新的设计，以及扩展槽的缺乏，使制造成本较低。由于Macintosh Classic缺乏扩展能力，加上屏幕尺寸小，以及麦金塔在桌面出版领域的流行，因此出现了奇怪的现象：用户通过SCSI端口连接视频显示器，希望将更大的全屏或双屏显示器连接到麦金塔上。1991年，接替Macintosh Classic的Macintosh Classic II再次采用了Macintosh Classic的设计。

## 反响
一些评测者关注的是Macintosh Classic的处理器性能，以及其缺少扩展插槽。Home Office Computing的莉莎·谢弗（Liza Schafer）称赞了Macintosh Classic易于使用，以及其价格低廉，但批评了9英寸（230）的显示屏，因为其无法完整显示全尺寸的美国信纸（220 mm × 280 mm（8.5英寸 × 11英寸））。谢弗警告那些需要高端图形和桌面出版功能的人不要购买Macintosh Classic，并总结道：“Macintosh Classic的价值比它的性能更令人印象深刻，但其性能足以让你编辑小说，处理数据库或电子表格。”《PC Week》批评Macintosh Classic处理器的速度，并指出：“（处理器）7.8MHz的速度足以用于文本应用程序和有限的图形工作，但不适合高级用户。因此，Macintosh Classic适合作为家用电脑，或在路途中做有限的计算。”同样，《PC User》的评论总结道：“尽管Macintosh Classic有着价格优势，但其处理器缓慢以及缺乏扩展插槽抵消了这一点。”《MacWEEK》认为Macintosh Classic是“Macintosh Plus的一款物美价廉的替代品，在六年半后，其最能体现麦金塔最初的愿景”。《电脑游戏世界》则持怀疑态度，怀疑消费者是否会购买一款没有硬盘、速度仅略高于Macintosh Plus的黑白计算机。《Macworld》批评Macintosh Classic“除了低价外并没有什么优势”以及“平平无奇”。
罗伯特·麦卡锡（Robert McCarthy）在1991年2月的《电子学习》（Electronic Learning）杂志上写道：“教师、教育管理者和软件开发人员对新的、低成本的麦金塔充满热情。”教育软件开发商和出版商MECC的教学策略经理史蒂夫·塔夫（Steve Taffe）解释了他对Macintosh Classic的兴奋：“（它）太棒了，既因为它是麦金塔，又因为它的价格很低。现在每个人都能买得起麦金塔。”教育软件开发商学乐也对麦金塔的竞争力充满信心，认为其能与MS-DOS机器匹敌，并表示：“它们的性价比和MS-DOS一样高，并且性能同样强劲，但苹果电脑的舒适度更胜一筹。”苹果公司教育战略规划经理休·塔利（Sue Talley）在谈到Macintosh Classic时说：“我们认为它可以应用于需要相当数量的功能强大的工作站，但监视器显示颜色无关紧要的场合。”塔利提到，它最适合写作实验室和其他基本的生产力用途。许多学校决定不购买Macintosh Classic，是因为它没有彩色监视器，而价格更高的Macintosh LC有彩色监视器。流行的Apple IIe Card同样使学校更青睐于Macintosh LC。尽管Macintosh Classic一开始更受欢迎，但截至1992年5月，Macintosh LC的销量（56万台）超过了Macintosh Classic（120万台）。

## 参数
| 配件       | 规格 |
| ---------- | --- |
| 显示器     | 9英寸（23）单色CRT显示屏，512×342像素分辨率 |
| 存储器     | 40 MB SCSI硬盘驱动器可选，内置SuperDrive 3.5软盘驱动器 |
| 处理器     | 8 MHz 摩托罗拉68000 |
| 总线       | 8 MHz |
| 内存       | 1 MB，可扩展至2 MB或4 MB，需使用120 ns、30针SIMM，以及可选的定制RAM插槽扩展卡 |
| 只读存储器 | 512 KB |
| 网络协议   | AppleTalk |
| 电池       | 3.6 V锂离子电池 |
| 尺寸和重量 | - 34 cm × 25 cm × 28 cm（13.2英寸 × 9.7英寸 × 11.2英寸）（高×宽×厚） - 7.26（16磅）                                                                                               |
| 外接端口   | - 1× ADB（键盘、鼠标） - 2× mini-DIN-8 RS-422串行端口（打印机、调制解调器、AppleTalk） - 1× DB-19（外接软驱） - 1× DB-25 SCSI连接器（外接硬盘驱动器、扫描仪） - 1× 3.5 mm耳机插孔 |
| 扩展插槽   | 无 |
| 音频       | 8位、单声道、22 kHz |
| Gestalt ID | 17（计算机识别码） |
| 代号       | XO |

## 时间线
| 紧凑型麦金塔时间线                                        |
| --------------------------------------------------------- |
| 参见： 麦金塔电脑产品时间线 和 紧凑型麦金塔 （ 英语 ： Compact Macintosh） |